# Stockleigh Pomeroy
Stockleigh Pomeroy – wieś i civil parish w Anglii, w Devon, w dystrykcie Mid Devon. W 2011 civil parish liczyła 117 mieszkańców. Stockleigh Pomeroy jest wspomniana w Domesday Book (1086) jako Stochelie/Estocheleia.